# Bjarni Viðarsson
Bjarni Þór Viðarsson (Reykjavik, 5 maart 1988) is een voormalig IJslandse middenvelder die voor onder andere KSV Roeselare speelde. Hij vertegenwoordigde zijn land bij op elk jeugdniveau vanaf de U17, hij verzamelde 1 cap voor IJsland

## Carrière
Bjarni Viðarsson verruilde FH Hafnarfjörður voor Everton in de zomer van 2004. Het grootste gedeelte van de tijd speelde hij in de jeugdopleiding en de reserves. In februari 2006 zat hij voor het eerst op de bank bij het eerste elftal in de met 2-0 verloren wedstrijd tegen Newcastle United. Een maand later tekende hij zijn eerste professionele contract bij Everton voor twee jaar.
Op 5 februari 2007 ging hij naar AFC Bournemouth op huurbasis voor een maand. Hij speelde niet op zijn natuurlijke positie van centrale middenvelder, maar werd links op het middenveld geposteerd. Hij scoorde een doelpunt tijdens die periode voordat hij teruggehaald werd door Everton vanwege een blessure van Tim Cahill.
Bjarni maakte zijn debuut bij Everton als invaller in de UEFA Cup-wedstrijd tegen AZ op 20 december 2007.
In januari 2008 kwam hij op proef bij FC Twente, waar toen ook zijn oudere broer Arnar onder contract stond. Op 29 januari werd bekend dat hij een contract tot medio 2010 bij Twente tekende. Daar speelde hij echter geen officiële wedstrijden en één seizoen later werd hij verhuurd aan de toenmalige eersteklasser Roeselare. Na de degradatie van die club vertrok Bjarni naar KV Mechelen, waar hij Koen Persoons moest vervangen.

## Statistieken
| Seizoen | Club             | Land       | Competitie         | Wedst | Goals |
| ------- | ---------------- | ---------- | ------------------ | ----- | ----- |
| 2005/06 | Everton          | Engeland   | Premier League     | 0     | 0     |
| 2006/07 | Everton          | Engeland   | Premier League     | 0     | 0     |
| 2006/07 | → Bournemouth    | Engeland   | League One         | 6     | 1     |
| 2007/08 | Everton          | Engeland   | Premier League     | 1     | 0     |
| 2007/08 | FC Twente        | Nederland  | Eredivisie         | 0     | 0     |
| 2008/09 | FC Twente        | Nederland  | Eredivisie         | 0     | 0     |
| 2009/10 | KSV Roeselare    | België     | Jupiler Pro League | 31    | 7     |
| 2010/11 | KV Mechelen      | België     | Jupiler Pro League | 18    | 1     |
| 2011/12 | KV Mechelen      | België     | Jupiler Pro League | 0     | 0     |
| 2012/13 | Silkeborg IF     | Denemarken | Superligaen        | 14    | 1     |
| 2013/14 | Silkeborg IF     | Denemarken | Superligaen        | 13    | 0     |
| 2014/15 | Silkeborg IF     | Denemarken | Superligaen        | 27    | 3     |
| 2015/16 | FH Hafnarfjörður | IJsland    | Úrvalsdeild        | 32    | 2     |
| 2016/17 | FH Hafnarfjörður | IJsland    | Úrvalsdeild        | 11    | 0     |
| 2017/18 | FH Hafnarfjörður | IJsland    | Úrvalsdeild        | 2     | 0     |
| Totaal  | Totaal           | Totaal     | Totaal             | 155   | 15    |

## Trivia
- Zijn broers Arnar en David hebben beiden interlands op hun naam staan voor IJsland. Ook hun vader, Viðar Halldorsson was een profvoetballer.